# یامنویه (شهرستان وولودارسکی، استان آستراخان)
یامنویه (به لاتین: Yamnoye) یک منطقهٔ مسکونی در روسیه است که در استان آستراخان واقع شده‌است.